# Українське гігієнічне товариство
«Украї́нське гігієні́чне товари́ство» (УГТ) — історичне товариство створене для пропаганди основ гігієни (1929—1939).

## Історія
Постало 1929 року у Львові заходами Мар'яна Панчишина, що став його головою і меценатом. Діяло в Галичині, мало філії по більших містах і гуртки.
УГТ влаштовувало популярні виклади, виставки, курси для медсестер та санітарних робітників, ширило пропаганду гігієни при допомозі статей у пресі, летючок, популярних брошур, місячника «Народне здоровля» (з 1937 року). Утримувало амбулаторії, туберкульозні диспансери (серед інших у Львові, в Гребенові туберкульозний народний санаторій), спортову й євгенічну порадні (Львів). Організувало вакаційні осередки для молоді (серед інших, кліматичну станцію біля Підлютого).
Після радянської окупації 1939 року перестало існувати.